# پاجی پنگوئن

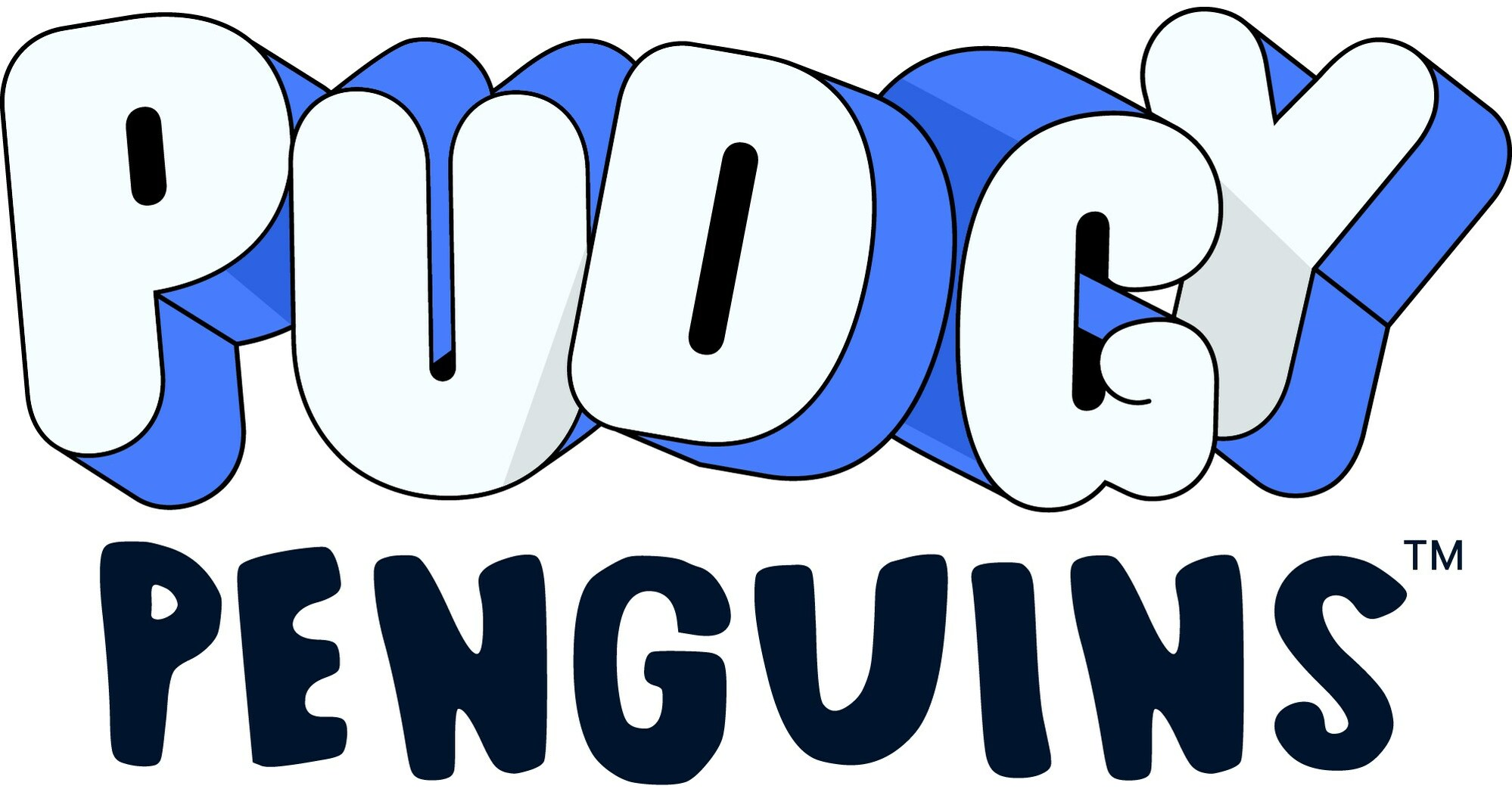
لوگوی پاجی پنگوئن

پاجی پنگوئن مجموعه‌ای از آثار هنری دیجیتال مبتنی بر بلاک چین است که از رمزهای غیرمثلی تشکیل شده است. پاجی پنگوئن مجموعه‌ای از ۸۸۸۸ رمز غیرمثلی منحصربه‌فرد است که در اوت ۲۰۲۱ روی بلاک چین اتریوم راه‌اندازی شد.
پروژهٔ پاجی پنگوئن در ژوئیهٔ ۲۰۲۱ توسط گروهی از دانشجویان راه‌اندازی شد. پاجی پنگوئن در آوریل ۲۰۲۲ توسط لوکا اشنتزلر با مبلغ ۷۵۰ اتریوم، معادل ۲٫۵ میلیون دلار، خریداری شد.
پاجی پنگوئن و دارایی‌های معنوی مرتبط با آن متعلق به و تحت مدیریت LSLTTT Holdings, Inc. هستند.